# Cerura iberica
La mariposa del chopo (Cerura iberica) es un especie de lepidópteros de la familia de los notodóntidos. De hábitos nocturnos y endémica de la península ibérica, fue descrita en 1966 por J. Templado y E. Ortiz, quienes la diferenciaron de Cerura vinula.

## Descripción
Cerura iberica tiene las alas anteriores blancas con líneas oscuras zigzagueantes, así como líneas ocres, todas más oscuras y definidas en las hembras, que son de mayor tamaño. Las alas posteriores son blancas con franjas grises. El cuerpo y las patas están recubiertos de una densa pilosidad. Las antenas son negras con la base blanca y son de aspecto filiforme en las hembras y plumoso en los machos.
Los adultos, con una envergadura alar de hasta 7,5 cm, vuelan entre junio y julio, y no se alimentan, sino que se dedican a aparearse y depositar los huevos. La oruga presenta varios estadios, y en el último de ellos puede alcanzar los 7 cm de largo. Presenta dos apéndices caudales característicos, consecuencia de la transformación del último par de pseudópodos (son estos apéndices los que dan nombre al género Cerura, del griego keras, cuerno, y oura, cola). La oruga se alimenta de chopos (Populus) y sauces (Salix). Puede representar un problema en las choperas de producción de madera, sobre todo en plantaciones jóvenes.